# 荣昌北站
荣昌北站，位于中华人民共和国重庆市荣昌区昌洲街道黄金坡开发区黄金大道东段，是成渝客运专线上的高铁站，于2015年12月26日启用营运，成都铁路局重庆车站管辖。

## 歷史
- 2015年12月26日通车启用。[5]

## 外部連結
- 中国铁路客户服务中心（页面存档备份，存于）